# اینسپیریشن ۴
اینسپیریشن ۴ (انگلیسی: Inspiration4) که به عنوان Inspirati④n نیز شناخته می‌شود) یک مأموریت در حال اجرای پرواز فضایی انسان است که توسط اسپیس‌اکس به نمایندگی از جرد ایساکمن، مدیر عامل (شیفت فور پیمنتز) «Shift4 Payments» انجام می‌شود. این مأموریت در ۱۶ سپتامبر ۲۰۲۱، ساعت ۰۰:۰۲:۵۶ UTC از «مجتمع راه‌اندازی ۳۹A» مرکز فضایی کندی، بر روی یک وسیلهٔ پرتاب فالکون ۹، با قرار دادن کپسول دراگون در مدار نزدیک زمین، راه‌اندازی شد.
این مأموریت با هدف تکمیل نخستین پرواز فضایی مداری؛ با تنها سرنشینی شهروندان خصوصی، به‌عنوان بخشی از یک تلاش خیریه از سوی بیمارستان تحقیقاتی کودکان سنت جود در ممفیس، تنسی، و در مدار قرارگرفتن آن است. انتظار می‌رود چهار نفر خدمه: (هایلی آرکنو، کریستوفر سمبروسکی، سیان پروکتور و جرد ایساکمن) در مدار فضاپیمای سرنشین‌دار دارگون سی۲۰۷، که این‌بار مجهز به یک کپلهٔ ویژهٔ این پرواز است، به جای دریچه‌ای که معمولاً به آن متصل است، باقی بمانند.